# Fenianie
Fenianie – tajne irlandzkie stowarzyszenie niepodległościowe, założone ok. 1858 r.
W 1867 zorganizowali powstanie przeciw Wielkiej Brytanii, a swoje działania prowadzili także za granicą (w Kanadzie i USA). Stosowali walkę zbrojną i terror indywidualny. Ruch przetrwał do I wojny światowej.